# Nghệ thuật Gothic

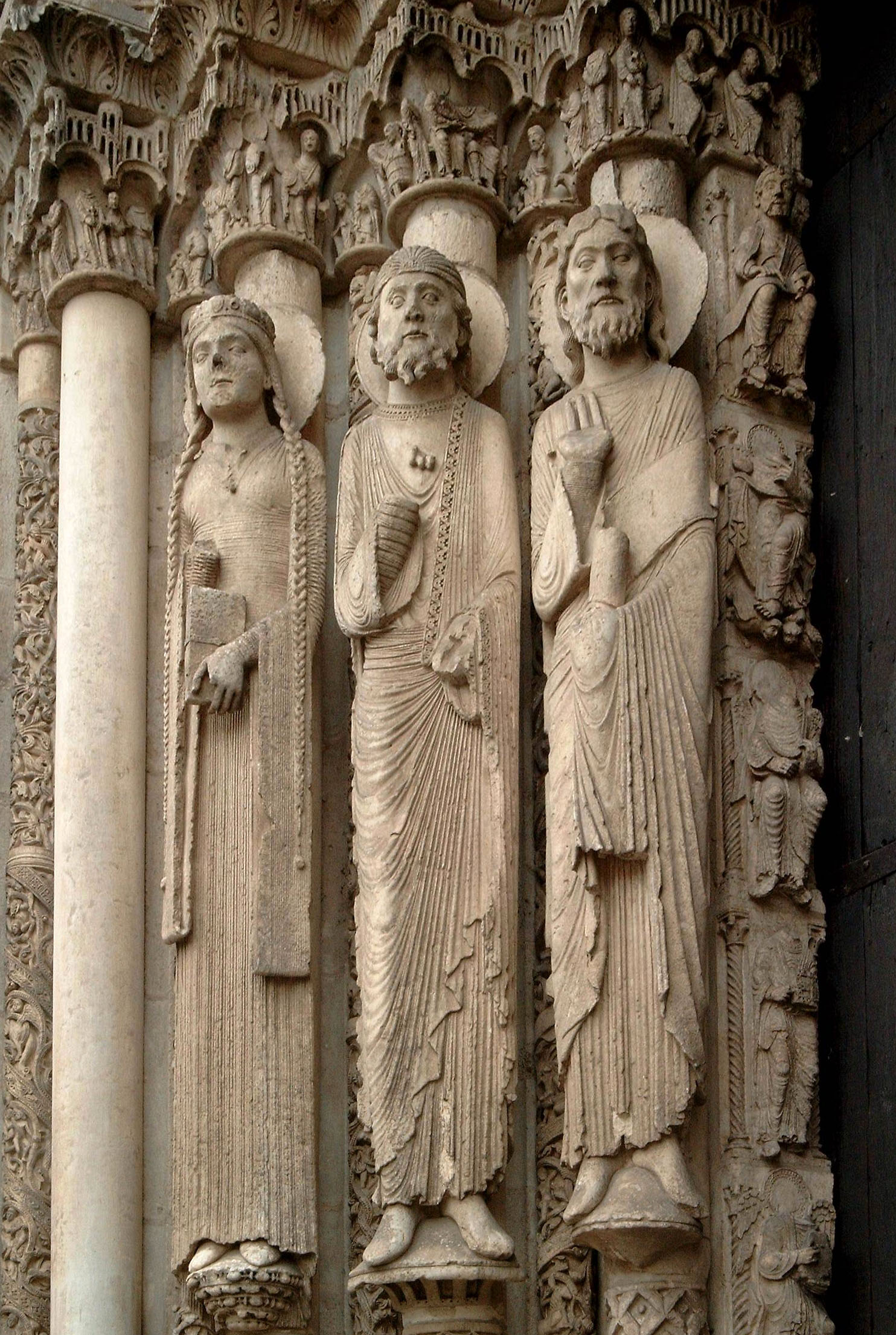
Một cổng của Nhà thờ Đức Bà Chartres (khoảng năm 1145). Những bức tượng kiến trúc những tác phẩm điêu khắc Gothic sớm nhất và là một cuộc cách mạng trong phong cách và khuôn mẫu cho cả một thế hệ các điêu khắc gia.

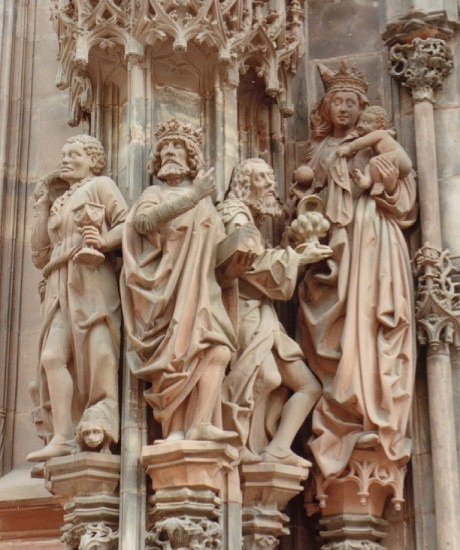
Gothic thời kỳ sau miêu tả tác phẩm Adoration of the Magi tại nhà thờ lớn Strasbourg.

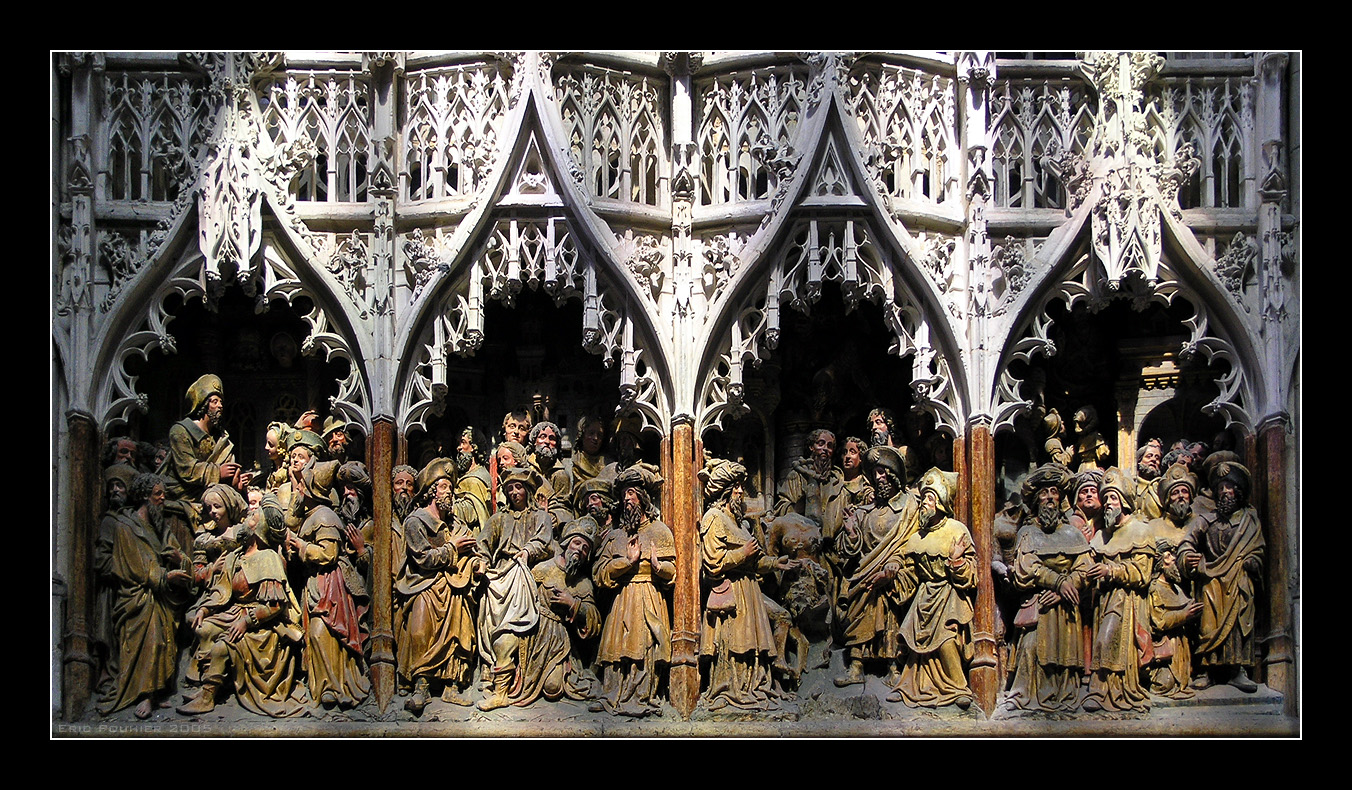
Tác phẩm điêu khắc Gothic, cuối thế kỷ 15.

Nghệ thuật Gothic (Gô-tích; tiếng Anh:Gothic art) là một phong trào nghệ thuật phát triển theo nghệ thuật Rôman ở Pháp vào thế kỷ 12, phát triển cùng lúc với kiến trúc Gothic. Nghệ thuật Gothic đã nhanh chóng lan rộng ra khắp Tây Âu, gần như toàn bộ phía bắc dãy núi Anpơ, nhưng lại không gây ảnh hưởng nhiều đến các phong cách cổ điển của Ý. Ở nhiều nơi, đặc biệt là Đức, nghệ thuật Gothic vẫn tiếp tục được sử dụng tại thế kỷ 16, trước khi sáp nhập vào nghệ thuật Phục Hưng. Các thành phần chính trong nghệ thuật Gothic bao gồm điêu khắc, hội họa, thủy tinh vẽ, bích họa và trang trí bản thảo. Việc dễ dàng nhận ra sự thay đổi từ nghệ thuật Gothic đến nghệ thuật Phục Hưng hay ngược lại là đặc trưng được sử dụng để xác định rõ thời đại nghệ thuật này.
Những tác phẩm Gothic đầu tiên là những bức tượng điêu khắc, trên tường tại các tu viện hay các thánh đường. Các bức tượng của người đạo Cơ-đốc thường phản ánh các câu chuyện trong kinh thánh. Bức tượng đức mẹ Mary là một ví dụ điển hình, từ một bức tượng mang tính hình tượng đã chuyển sang một bức tượng mang rõ hình hài của một người mẹ nhân hậu, tay bồng đứa con và thể hiện sự trong sáng, tinh tế của người phụ nữ quý phái.

## Ngữ nguyên học
Từ "Gothic" ban đầu có nghĩa là "man rợ", thường được sử dụng để miệt thị. Các nhà phê bình cảm thấy thứ nghệ thuật thời trung cổ này rất thiếu tinh tế và khác với các nghệ thuật đương thời khác về tính hoa mỹ. Các tác giả thời kỳ Phục Hưng cho rằng cuộc cướp phá ở Roma của bộ tộc Gothic vào năm 410 đã gây ra sự sụp đổ của thời kỳ cổ đại và tất cả những gì tinh túy nhất còn trong nó. Vào thế kỷ 15 rất nhiều các kiến trúc sư và nhà văn Ý phàn nàn về một nền nghệ thuật tràn xuống từ bắc dãy núi Anpơ, đe dọa cho sự hồi sinh của nền nghệ thuật cổ trong thời điểm đầu thời kỳ Phục Hưng. Từ "Gothic" được sử dụng để chỉ loại nghệ thuật này lần đầu tiên là trong bức thư của Raffaello gửi đến Giáo hoàng Lêô X vào khoảng năm 1518 và được phổ biến bởi nhà văn, nghệ sĩ người Ý Giorgio Vasari sử dụng vào những năm đầu 1530, vào thời điểm này thì người ta đang gọi nghệ thuật Gothic là "man rợ, hỗn loạn và quái dị". "Nghệ thuật" Gothic đã bị phê bình bởi các nghệ sĩ người Pháp như Boileau, La Bruyère, Rousseau, trước khi nó được công nhận là một hình thức của nghệ thuật. Lời phê bình nổi tiếng của Molière:
Hương vị u mê trên những tượng đài Gothic,
Con quái vật ghê tởm của thế kỷ dốt nát
Như thứ nước phun ra từ bọn man rợ.— Molière.

Thời kỳ đầu, nghệ thuật Gothic được gọi là "tác phẩm của người Pháp" (Opus Francigenum), vì vậy xác định được sự tiên phong của nước Pháp trong việc tạo ra loại hình nghệ thuật này.

## Điêu khắc
Điêu khắc Gothic khởi nguồn trên những bức tường, vào giữa thế kỷ 12 ở Île-de-France, khi Abbot Suger xây tu viện ở St. Denis hiện nay là một xã thuộc bắc ngoại ô nước Pháp - vào khoảng năm 1140, được coi là tu viện mang phong cách Gothic đầu tiên, và không lâu sau đó là thánh đường Chartres vào khoảng năm 1145. Trước khi xây những công trình này, ở Île-de-France không hề có truyền thống điêu khắc nên thợ điêu khắc được thuê từ Burgundy.
Ý tưởng ở Pháp lan rộng. Ở Đức, từ năm 1225 ở thánh đường tại thành phố Bamberg trở đi, ta có thể thấy sự tác động ở khắp mọi nơi. Thánh đường Bamberg tập hợp rất nhiều những thợ điêu khắc ở thế kỷ 13, nhiều nhất là vào năm 1240 với tượng kỵ sĩ Bamberg, bức tượng cưỡi ngựa đầu tiên của văn hóa phương Tây từ thế kỷ thứ 6. Ở Anh thì hiếm hơn khi chỉ có trên mồ mả và đồ trang trí vặt. Ở Ý nghệ thuật cổ vẫn có ảnh hưởng lớn, nhưng nghệ thuật Gothic cũng đã xâm nhập vào những điều khắc trên bục giảng kinh ví dụ như ở giáo đường Baptistry và Siena. Và cuối cùng ở Ý, tuyệt tác điêu khắc Gothic nằm ở hàng loạt ngôi mộ Scaliger- gồm 5 đài tưởng niệm gia đình Scaliger - ở Verona(từ đầu đến hết thế kỷ 14).
Kiến trúc Gothic mở ra từ một phong cách cứng nhắc, không hoàn toàn giống phong cách Rôman, đến một cảm giác tự nhiên trong khoảng cuối thế kỷ 12 đến thế kỷ 13. Ảnh hưởng từ sự tồn tại của nghệ thuật điêu khắc Rôman và Hy Lạp để rồi kết hợp thành phương thuốc cho thuật khắc xếp nếp, sự biểu cảm và tư thế. Ở Bắc châu Âu, một nhà điêu khắc tên là Claus Sluter cùng với những người thợ điêu khắc khác đã giới thiệu Chủ nghĩa Tự nhiên, và một nhóm người theo chủ nghĩa kinh điển tiếp tục phát triển để rồi đến khi phong cách Phục Hưng xuất hiện đã đánh dấu mộc cho sự thay đổi về cảnh quan và trang phục trong điêu khắc, giảm thiểu về sự phức tạp và kết cấu.

## Hội họa của Gothic
Phong cách hội họa mà chúng ta gọi là "Gothic" chưa từng tồn tại cho đến năm 1200, hay 50 năm sau khi kiến trúc Gothic và điêu khắc Gothic ra đời. Sự giao thời giữa Rôman và Gothic rất mơ hồ, thiếu rõ ràng, những tác phẩm Gothic rất ít khi được giới thiệu trước khi có sự thay đổi đáng kể về dáng vẻ của nhân vật, kết cấu trong phong cách. Và rồi nhân vật trở nên sinh động hơn trong động tác, biểu cảm, có khuynh hướng tách rời cảnh vật, và được đặt tự do hơn trong bức ảnh. Sự chuyển giao này bắt đầu ở Anh và Pháp vào năm 1200, ở Đức vào năm 1220 và ở Ý vào năm 1300.
Hội họa vào thời kỳ này chia làm 4 mảng: bích họa, tranh trên ván gỗ, kính màu và tranh trong các bản thảo. Bích họa vẫn được coi như một tư liệu hội họa chính trên tường nhà thờ cũng giống như truyền thống đạo Cơ-đốc và truyền thống Rôman. Ở phía Bắc, kính màu được ưa chuộng cho đến thế kỷ 15. Tranh trên ván gỗ bắt đầu ở Ý vào năm 1300 và lan rộng toàn châu Âu, để rồi cho đến thế kỷ 15 đã hoàn toàn thế chỗ kính màu. Tranh trên các bản thảo được cho là sự lưu giữ hoàn hảo nhất của hội họa Gothic, tạo ra một phong cách lưu giữ ở một nơi mà không đài tưởng niệm nào có thể lưu giữ. Mảng tranh sơn dầu chưa bao giờ nổi trội cho đến thể kỷ 15 và 16, và trở thành dấu hiệu phân biệt hội họa thời kỳ Phục Hưng.

### Bích họa
Bích họa vẫn tiếp tục được sử dụng như những bức tranh kể chuyện trên các bức tường trong nhà thờ ở Nam Âu được ví như một sự tiếp nối cho truyền thống đạo Cơ-đốc và Rôman. Những tàn tích đã đem lại cho Đan Mạch và một số nước Tây Âu một số lượng lớn những bức bích họa trên tường nhà thờ được vẽ theo phong cách Đoản Kinh, thông thường còn bao gồm cả kiến trúc mái vòm. Chúng gần như bị vôi vữa lấp lên sau cuộc cải cách tôn giáo ở Tây Âu thế kỷ 16. Một trong những ví dụ minh họa thiết thực nhất là những bức bích họa của Danish Elmelundemesteren trên đảo Møn ở Đan Mạch người đã trang trí cho các nhà thờ Fanefjord, Keldby hay Elmelunde.

### Kính màu
Ở phía Bắc châu Âu, kính màu là một hình thức hội họa quan trọng và uy tín nhất cho đến thế kỷ 15, khi hình thức vẽ tranh trên ván gỗ trở nên phổ biến. Kiến trúc Gothic đã tăng thêm số lượng kính trong các tòa nhà, một phần muốn mở rộng độ lớn của mặt kính như ta thấy trong thiết kế cửa sổ hoa hồng. Vào thời kỳ đầu, người ta thường sử dụng kính màu đen, kính trong suốt hay kính với màu sắc tươi sáng. Nhưng đến đầu thế kỷ 14, người ta sử dụng hỗn hợp bạc và vẽ lên những tấm kính, cho phép tạo ra nhiều màu sắc khác nhau với trung tâm là màu vàng tô trên mảnh kính trong suốt. Đến cuối thời kỳ, người ta sử dụng những tấm kính lớn để dùng cho màu vàng hoặc các màu chủ đạo, họ dùng mảnh kính nhỏ để cho các màu khác.

### Bản thảo và tranh in
Những bản thảo được tô màu là một sự ghi chép hoàn hảo nhất của nghệ thuật Gothic, đánh dấu một phong cách nghệ thuật mà không một công trình vĩ đại nào có thể tồn tại để so sánh. Những bản thảo gần đây nhất với những bức tranh Gothic của Pháp cho đến giữa thế kỷ 13. Rất nhiều các bản thảo đó là Kinh thánh, mặc dù những bài Thánh ca cũng bao gồm tranh minh họa; Thánh ca về thánh Louis, từ năm 1253 đến 1270, bao gồm 78 trang tranh vẽ bằng màu keo và vàng lá
Vào những năm cuối của thế kỷ 13, những người chép bản thảo đã bắt đầu viết ra những quyển kinh dành cho dân không theo đạo để phục vụ cho nhu cầu quy định lúc bấy giờ. Một ví dụ gần đây nhất là cuốn sách dành cho một nữ tín đồ sống ở ngôi làng nhỏ ở gần Oxford vào khoảng năm 1240. Giới quý tộc thường trả tiền cho những cuốn như thế, họ trả rất hậu hĩnh cho việc vẽ và trang trí tranh; một trong nhưng người được biết đến nhiều nhất là nhà soạn bản thảo Jean Pucelle, chủ nhân của cuốn Kinh Jeanne d'Evreux do vua Charles đệ tứ ủy quyền viết tặng cho nữ hoàng Jeanne d'Évreux. Những chi tiết trong Gothic Pháp được làm nên từ những việc chẳng hạn như trang trí khung trang giấy làm hồi tưởng lại một công trình kiến trúc thế kỷ với những hình tượng chi tiết. Sự sử dụng không gian như việc xây dựng các yếu tố, chi tiết và các nhân tố thiên nhiên chẳng hạn như cây cỏ và mây trời đã cho ta thấy được phong cách tranh vẽ trong Gothic Pháp
Giữa thế kỷ 14, những quyển sách bằng gỗ với những dòng chữ và hình ảnh được khắc lên được các tu sĩ đánh giá tốt ở Tây Âu, nơi chúng nổi tiếng. Cuối thể kỷ, những cuốn sách in những bức vẽ minh họa, vẫn được coi là một công cụ truyền giáo, được ưa chuộng trong giới trung lưu khá giả, cũng như được in khắc một cách kỳ công bởi những nhà in ấn như Israhel van Meckenem hay Master E. S. Vào thế kỷ 15, xuất hiện những bản in rẻ tiền chủ yếu là vết gỗ cắt giúp cho những người nông dân cũng có khả năng có một bức hình về đạo ngay tại nhà. Những bức hình đó, thường được tô màu sơ sài, được bán ra hàng nghìn bức nhưng lại rất hiếm hiện nay, hầu hết chúng được dán lên tường.

### Tranh sau bệ thờ và tranh trên ván gỗ
Vẽ bằng màu dầu trên vải bạt chưa thực sự nổi tiếng cho đến thế kỷ 15 và 16 và được coi là dấu mốc phân biệt với nghệ thuật Phục Hưng. Ở phía Bắc Âu, ngôi trường quan trọng và đổi mới của hội họa Hà Lan về cơ bản sử dụng phong cách vẽ Gothic, tuy nhiên cũng được coi là một phần của phong cách Phục Hưng ở miền Bắc Âu, cho đến mãi tận khi người Ý quay trở lại với niềm đam mê với chủ nghĩa kinh điển đã tác động mạnh mẽ ở phía Bắc. Những họa sĩ như Robert Campin hay Jan van Eyck đã sử dụng tối đa kỹ thuật vẽ tranh dầu để tạo nên nhưng tác phâm hết sức chi tiết, đạt được chuẩn mực trong phối cảnh, trong đó rõ ràng là sự kết hợp giữa chủ nghĩa hiện thực và sự giàu có trong chủ nghĩa tượng trưng đã nảy sinh ra một sự chính xác từ những chi tiết hay còn bao gồm cả những công việc vụn vặt nhất. Trong thời kỳ đầu của hộ họa Hà Lan, từ những thành phố giàu có nhất Bắc Âu, chủ nghĩa hiện thực trong tranh sơn dần được kết hợp với sự tinh tế và phức tạp của những ám chỉ manh tính chất thần học, được diễn tả chính xác hết sức chi tiết trong khung cảnh của đạo giáo.

## Điêu khắc
Những ý tưởng của người Pháp bắt đầu được lan truyền. Ở Đức, từ năm 1225 trở đi ở thánh đường đặt tại Bamberg, sự ảnh hưởng có thể thấy rõ. Thánh đường Bamberg có một bộ sưu tập khổng lồ của điêu khắc thế kỷ 13, lên đến tuyệt đỉnh là tác phẩm điêu khắc kỵ sĩ Bamberg, bức tượng cưỡi ngựa đầu tiên với kích cỡ thật trong nghệ thuật Phương Tây từ thế kỷ thứ 6. Ở Ý vẫn còn lưu giữ lại trào lưu cổ điển, nhưng Gothic đã xâm nhập vào thông qua các bục giảng kinh như bục giảng ở trong nhà thờ Baptistry (1269) hay bục giảng Siena. Một kiệt tác điêu khắc theo lối Gothic Ý chính là bộ bia mộ gia đình Scaliger ở Verona (Đầu đến cuối thế kỷ 14).
Ở phía Bắc châu Âu, nhà điêu khắc Claus Sluter và một số người khác mở đầu phong trào tự nhiên và một góc của chủ nghĩa kinh điển vào đầu thế kỷ 15 và tiếp tục được phát triển xuyên suốt thế kỷ để dẫn đến kết quả sự thay đổi trong lối nghệ thuật Phục Hưng cổ điển chủ yếu đánh dấu bằng sự thay đổi trong kiến trúc nền và trang phục, và một chút giảm bớt trong việc bố trí. 
tác giả: Hương Giang